# Peronematoideae
Peronematoideae, potporodica medićevki. Sastoji se od 4 roda čije su vrste raširene najviše po tropskoj Aziji, a jedna (Petraeovitex multiflora) se širi sve do Australije.

## Rodovi
1. Peronema Jack (1 sp.)
2. Garrettia H. R. Fletcher (2 spp.)
3. Hymenopyramis Wall. ex Griff. (7 spp.)
4. Petraeovitex Oliv. (8 spp.)